# Unni Ødegård
Unni Ødegård (* 25. September 1974) ist eine ehemalige norwegische Skilangläuferin.

## Werdegang
Ødegård, die für den Molde og Omegne IL startete, trat international erstmals bei den Junioren-Skiweltmeisterschaften 1993 in Harrachov in Erscheinung. Dort wurde sie Zehnte über 5 km klassisch und Fünfte über 15 km Freistil. Im folgenden Jahr errang sie bei den Junioren-Skiweltmeisterschaften in Breitenwang den siebten Platz über 15 km Freistil und den fünften Platz über 5 km klassisch. Ihr erstes von insgesamt zehn Weltcupeinzelrennen absolvierte sie im Februar 1995 in Oslo, das sie auf dem 42. Platz über 30 km klassisch beendete. Im selben Jahr gewann sie das Birkebeinerrennet. Im März 1996 holte sie in Oslo mit dem 21. Platz über 30 km klassisch ihre ersten Weltcuppunkte. In den Jahren 2001 und 2002 wurde sie jeweils Dritte beim American Birkebeiner. In der Saison 2003/04 siegte sie im Continental-Cup in Valkeakoski über 5 km Freistil und in Hommelvik über 10 km Freistil und erreichte mit dem 15. Platz beim Marcialonga im Fleimstal ihre beste Einzelplatzierung im Weltcupeinzel. Bei norwegischen Meisterschaften siegte sie im Jahr 2003 in Trondheim über 30 km und errang 2003 zudem den dritten Platz über 10 km. Mit der Staffel von Molde og Omegne IL wurde sie 2003 Zweite und 2004 Dritte.

## Erfolge

### Siege bei Continental-Cup-Rennen
| Nr. | Datum            | Ort         | Disziplin      | Serie           |
| --- | ---------------- | ----------- | -------------- | --------------- |
| 1.  | 8. Januar 2004   | Valkeakoski | 5 km Freistil  | Continental Cup |
| 2.  | 15. Februar 2004 | Hommelvik   | 10 km Freistil | Continental Cup |

### Siege bei Skimarathon-Rennen
- 1995 Birkebeinerrennet, 54 km klassisch